# Romain Haghedooren
Romain Haghedooren, né le 28 septembre 1986 à Menin, est un joueur de football belge. Il évolue au KSV Roulers au poste de défenseur central.

## Carrière
Romain Haghedooren commence sa carrière professionnelle au Royal Excelsior Mouscron. Il joue son premier match en Jupiler League le 21 septembre 2005, lors d'une rencontre face à Zulte-Waregem. Afin de gagner plus de temps de jeu, il est prêté lors de la saison 2007-2008 à l'Oud-Heverlee Louvain, club de deuxième division belge.
Lors de l'été 2009, Romain Haghedooren quitte le club de Mouscron et s'engage avec l'équipe du RFC Tournai. Après une seule saison, il rejoint le club du FC Brussels. Puis en 2012, il est transféré au KSV Roulers.